# Vlaams Belang
Vlaams Belang (v překladu do češtiny Vlámský zájem) je politická strana v Belgii, která prosazuje nezávislost Vlámského společenství na Belgii. Strana je proti přistěhovalectví a multikulturalismu. Přijímá multietnickou společnost, pokud se osoby nevlámského původu asimilují mezi Vlámy. Strana se vnímá jako konzervativní, je však někdy označována za krajně pravicovou. Současným předsedou strany je od roku 2014 Tom van Grieken.

## Historie
Současná strana je nástupcem Vlámského bloku, která změnila svůj název po kontroverzním procesu v roce 2004. Většina ostatních stran účinně blokuje Vlámský zájem ze všech výkonných pravomocí.

## Platforma
- Nezávislost pro Flandry. Jako jeden z důvodů je uváděn, že se musí zamezit finančních převodů z Vlámska do hlavního města Bruselu a Valonska, které Vlámský zájem považuje za neoprávněné.
- Užší spolupráce mezi Flandry a Nizozemím
- Vlámský zájem chce rozvíjet těsnější vazby s francouzsky mluvícími Flandry.
- Deportace přistěhovalců, kteří se nedokážou asimilovat.
- Přistěhovalci, kteří chtějí mít politická práva (právo volit, zastávat veřejnou funkci), by se museli vzdát své státní příslušnosti.
- Blokování vstupu Turecka do Evropské unie.
- Zajistit svobodu projevu - zrušení antirasistických a antidiskriminačních zákonů.
- Plnou amnestii pro lidi odsouzené za spolupráci s nacistickým Německem. Vlámský zájem tvrdí, že mnoho vězňů se stalo oběťmi belgického soudního systému, který byl zaměřen proti vlámským nacionalistům.

## Předsedové stran
- 2004–2008: Frank Vanhecke
- 2008–2012: Bruno Valkeniers
- 2012–2014: Gerolf Annemans
- 2014–dodnes: Tom Van Grieken

## Volební výsledky

### Sněmovna reprezentantů
| Volební rok | Celkový počet hlasů | hlasy v % | Počet mandátů | Změna |
| ----------- | ------------------- | --------- | ------------- | ----- |
| 2007        | 799 844             | 11,99     | 17            | ▲ 17  |
| 2010        | 506 697             | 7,76      | 12            | ▼ 5   |
| 2014        | 247 746             | 3,67      | 3             | ▼ 9   |
| 2019        | 810 177             | 11,95     | 18            | ▲ 15  |

### Belgický senát
| Volební rok | Celkový počet hlasů | hlasy v % | Počet mandátů | Změna |
| ----------- | ------------------- | --------- | ------------- | ----- |
| 2007        | 787 782             | 11,89     | 5             | ▲ 5   |
| 2010        | 491 519             | 7,60      | 3             | ▼ 2   |

### Evropský parlament
| Volební rok | Celkový počet hlasů | hlasy v % | Počet mandátů |
| ----------- | ------------------- | --------- | ------------- |
| 2009        | 647 170             | 9,85      | 2             |
| 2014        | 284 891             | 4,26      | 1             |
| 2019        | 811 169             | 12,05     | 3             |